# Nervo vestibolococleare
Il nervo vestibolococleare, detto anche nervo stato-acustico, è l'ottavo nervo cranico, è un nervo sensitivo e trasmette le informazioni codificate a livello dell'orecchio e ha il nucleo a livello del rombencefalo.
Nel suo decorso si divide in due rami, il nervo vestibolare e il nervo cocleare, destinati alle due parti dell'orecchio interno deputate al senso dell'equilibrio (statico e dinamico) e al senso dell'udito. In particolare la parte vestibolare raccoglie gli stimoli di accelerazione lineare ed angolare della testa, mentre la parte cocleare trasporta stimoli acustici.

## Decorso comune
Il nervo vestibolococleare origina dalla fossetta retrolivare, si porta esternamente in avanti insieme ai nervi facciale e intermedio, supera il flocculo cerebellare passandogli davanti e arriva nel meato acustico interno dove accoglie in una sua doccia il nervo intermedio del facciale. All'interno del meato acustico interno il nervo si divide nelle componenti vestibolare e cocleare che impegnano le fossette nel fondo del meato (la parte anteriore della fossetta inferiore è occupata dal cocleare, mentre la parte restante e la fossetta superiore del vestibolare).
Entrambi i nervi attraversano le fossette con i loro filamenti terminali con i quali raggiungono poi le aree che innervano.

## Nervo vestibolare
Il nervo vestibolare, prima di impegnarsi con le fibre terminali nelle fossette raggiunge il ganglio vestibolare o di Scarpa, posto nella porzione profonda e laterale del meato acustico interno. In tale ganglio sono contenuti i protoneuroni bipolari i cui prolungamenti centrali raggiungono i nuclei vestibolari del tronco encefalico, mentre le fibre periferiche si dividono in due rami.
Il ramo inferiore attraversa i fori della fossetta inferiore e si porta alla macula sacculare e all'ampolla del canale semicircolare posteriore.

Il ramo superiore attraversa i fori della fossetta superiore e si porta alla macula utricolare e alle creste ampollari degli altri canali semicircolari.

### Componente vestibolare del nucleo vestibolococleare
I prolungamenti centrali dei neuroni presenti nel ganglio vestibolare di Scarpa costituiscono la parte vestibolare del nervo e raggiungono il complesso nucleare vestibolare presente sotto il pavimento del IV ventricolo dove occupa una regione piuttosto vasta lateralmente e al confine tra il ponte e il bulbo.
Il complesso vestibolare nucleare viene suddiviso in quattro nuclei principali che, però, non rispecchiano una suddivisione funzionale: 
- nucleo vestibolare superiore;
- nucleo vestibolare mediale;
- nucleo vestibolare laterale;
- nucleo vestibolare inferiore.

Funzionalmente, infatti viene suddiviso in due porzioni:
- porzione rostrale: che comprende il nucleo vestibolare superiore, la parte ventrale del nucleo laterale e le parti rostrali dei nuclei mediale e inferiore ed è implicato nella rilevazione delle accelerazioni angolari tramite afferenze con i canali semicircolari e più coinvolta nei movimenti della testa e degli occhi;
- porzione ventrale: che comprende la parte dorsale del nucleo laterale e le parti caudali dei nuclei mediale e inferiore ed è implicato nella ricezione delle accelerazioni lineari grazie ad afferenze con l'utricolo e il sacculo del vestibolo; è maggiormente coinvolta nel controllo della postura e del tono muscolare.

Di non poca importanza i collegamenti afferenti provenienti dal cervelletto tramite fibre inibitorie GABAergiche omolaterali dalla corteccia cerebellare e fibre eccitatorie bilaterali (che usano sia glutammato che aspartato) dal nucleo del tetto.

Alcune fibre, invece, transitano nel complesso nucleare vestibolare senza effettuare sinapsi e si portano al cervelletto attraverso il peduncolo cerebellare inferiore nel corpo iuxtarestiforme.

#### Interconnessioni
I nuclei dei due lati sono in parte interconnessi fra loro grazie a fibre commissurali che garantiscono una coordinazione dell'attività. Questo avviene specialmente per i nuclei che rilevano accelerazioni lineari provenienti dal vestibolo: la risposta sarebbe uguale per entrambi i nuclei e la connessione permette di rinforzare il segnale.
Diversamente, le informazioni raccolte dai canali semicircolari portano i due nuclei a rispondere in maniera opposta: fibre di interconnessione inibitorie accentuano tale diversità del segnale ricevuto dalle cellule sensitive.

#### Efferenze
Il complesso nucleare vestibolare presenta efferenze sia discendenti che ascendenti.
Sono presenti anche fibre efferenti che, dal complesso nucleare, si porta alle cellule sensitive del labirinto per modulare la sensibilità.

##### Ascendenti
Una delle efferenzi ascendenti di maggiore livello è data da un insieme di fibre che, attraversando il fascicolo longitudinale mediale, si porta al complesso ventrobasale del talamo da cui poi partono fibre dirette al giro parietale ascendente e temporale superiore della corteccia che permettono alla sensibilità vestibolare di entrare nella sfera cosciente.
Altre proiezioni dirette bilateralmente (sempre attraverso il fascicolo longitudinale mediale) si portano ai nuclei dei nervi oculomotore, trocleare e abducente che innervano la muscolatura estrinseca degli occhi, generando un riflesso vestibolooculomotorio in grado di compensare con movimenti oculari i movimenti della testa e permettere di mantenere lo sguardo fisso.

##### Discendenti
Dal nucleo vestibolare mediale nasce il fascicolo vestibolospinale mediale che discendono bilateralmente ai motoneuroni α e γ della regione cervicale per creare il riflesso vestibolonucale responsabile della stabilità della testa durante i movimenti.
Dal nucleo vestibolare laterale nasce invece il fascicolo vestibolospinale laterale, con organizzazione somatotopica (le fibre che nascono cranialmente sono dirette a muscoli disposti più rostralmente e così via), dedito al riflesso vestibolospinale che consente di correggere la postura in risposta a stimoli vestibolari.

## Nervo cocleare
Il nervo cocleare, dopo aver attraversato le fossette, percorre i canalicoli nel midollo della coclea e raggiunge il ganglio spirale o di Corti.
In tale ganglio sono contenuti i protoneuroni bipolari le cui fibre periferiche percorrono i canalicoli presenti nella lamina spirale ossea e terminano nell'Organo del Corti, a livello delle cellule acustiche. I prolungamenti centrali, invece, raggiungono i nuclei cocleari.
Dal nervo cocleare, dentro il meato acustico, si stacca un ramo vestibolare provvisto di un suo ganglio, il ganglio di Boettcher, che innerva la porzione di condotto cocleare posta nella cavità del vestibolo.

### Componente cocleare del nucleo vestibolococleare
I prolungamenti centrali dei neuroni bipolari presenti nel ganglio spirale raggiungono i nuclei cocleari ventrale e dorsale posti lateralmente ai peduncoli cerebellari inferiori e nella zona di confine tra bulbo e ponte. Nella coclea la parte più basale è deputata alla ricezione dei suoni ad alta frequenza, mentre l'apice alla captazione di quelli a bassa frequenza realizzando quindi un'organizzazione ben precisa di sintonizzazione. Allo stesso modo i nuclei presentano un'organizzazione che viene chiamata tonotopica (o, vista la struttura della coclea, cocleotopica) secondo la quale i suoni a più alta frequenza provenienti dalla base proiettano nel quadrante dorsomediale, mentre quelli provenienti dall'apice al quadrante ventrolaterale.
Dai nuclei cocleari nascono poi fibre trasversali interposte alle vie acustiche, le strie acustiche dorsali, strie acustiche intermedie e strie acustiche ventrali.
Entrambi i nuclei ricevono afferenze dai collicoli superiori implicate nella modulazione della sensibilità acustica.
Nell'uomo è più sviluppato il nucleo cocleare ventrale anteriore  in quanto le loro principali efferenze, le strie intermedie,  attraversando il ponte nella porzione ventrale del tegmento formano il corpo trapezoide che presenta intercalati alcuni nuclei implicati sempre nelle vie acustiche come il nucleo del corpo trapezoide e il complesso olivare superiore e che continua nel lemnisco laterale ascendendo verso il mesencefalo. In questo modo il nucleo cocleare ventrale proietta al collico inferiore, al complesso oliare superiore e al nucleo del lemnisco laterale omolaterale e controlaterale.

Il nucleo cocleare dorsale proietta, grazie alla stria acustica dorsale, al collicolo inferiore controlaterale.

## Clinica
I riflessi vestibolooculomotori sono di grande rilevanza clinica in quanto sono utilizzati per verificare l'integrità del tronco encefalico in soggetti privi di coscienza. Nella manovra diagnostica detta manovra degli occhi di bambola si valuta il riflesso detto oculocefalico cioè la rotazione degli occhi in senso opposto a quella della testa nel soggetto supino. Questa valutazione di una sola parte del funzionamento del tronco è in realtà completa vista l'ampia distribuzione della rete di connessioni di questa via sensitiva. La mancanza di questo riflesso porta ad accertare la morte troncoencefalica.

## Patologia
Lesioni del nervo vestibolococlare possono sussistere in seguito a processi patologici o traumi che coinvolgono l'angolo pontocerebellare, il meato acustico interno o l'orecchio interno. In tali casi possono verificarsi sintomi come vertigine e nistagmo per la parte vestibolare e acufeni e ipoacusia per la parte cocleare.
Non sono da escludere coinvolgimenti anche al nervo facciale per la sua vicinanza.